# Bavarsko-austrijski jezici
Bavarsko-austrijski jezici, podskupina gornjonjemačkih jezika koju čini zajedno s alemenskim jezicima. Rašireni su u planinskim područjima sjeverne Italije i susjedne Austrije, a jedan član govori se i na tlu Kanade i SAD-a. Najznačajniji je bavarski kojim se služe potomci straih Bajuvara, Austrijanci i Bavarci u Austriji, Njemačkoj, Italiji, Mađarskoj i Češkoj. 
Ostalim jezicima govore manje etničke grupe u Italiji, to su cimbrijski s nekoliko dijalekata, poglavito u Trentu. Mócheno kojim govore Mocheni, također u Trentu. Hutteritski jezik kojim govore huteriti, sljedbenici Jacoba Huttera u Kanadi i SAD-u.

## Vanjske poveznice
- Ethnologue (14th)
- Ethnologue (15th)